# Involvulus pubescens
Involvulus pubescens – gatunek chrząszcza z rodziny tutkarzowatych. Zamieszkuje palearktyczną Eurazję od Półwyspu Iberyjskiego po Syberię, Azję Środkową i Iran. Jest monofagiem rutewek.

## Taksonomia
Gatunek ten opisany został po raz pierwszy w 1775 roku przez Johana Christiana Fabriciusa pod nazwą Curculio pubescens.

## Morfologia
Chrząszcz o ciele długości od 3,7 do 5,5 mm, od spodu czarnym, a z wierzchu o metalicznie połyskującym oskórku barwy niebieskiej lub niebieskozielonej. Owłosienie ciała jest gęste i długie; na przedpleczu i pokrywach występują włoski sterczące, długie, ciemno zabarwione.
Samiec ma krótki, gruby, nieznacznie połyskujący ryjek z czułkami umieszczonymi za jego środkiem, natomiast samica ma ryjek dłuższy, smuklejszy, silniej błyszczący, o czułkach umieszczonych w połowie jego długości. U obu płci ryjek jest dłuższy od przedplecza, równomiernie zakrzywiony na całej długości, w części podstawowej o bokach równoległych, a za nasadami czułków rozszerzający się wyraźnie. Środkiem grzbietu ryjka biegnie wyraźnie żeberko podłużne. Głowę rzeźbią punkty dość głębokie, prawie tak duże jak na przedpleczu, gęsto rozmieszczone.
Tułów ma przedplecze wyraźnie węższe od pokryw. Pokrywy mają rzędy znacznie węższe od międzyrzędów, w przedniej części punktowane silniej niż w tylnej. Międzyrzędy pokryw są szerokie, spłaszczone, bezładnie punktowane.

## Ekologia i występowanie
Owad ten jest monofagicznym fitofagiem i zamieszkuje dwojakie siedliska. Na wilgotnych łąkach i zaroślach żeruje na rutewce żółtej, zaś w widnych lasach, kserotermicznych zaroślach i skalistych wzgórzach na rutewce mniejszej. Owady dorosłe są aktywne od maja do lipca i żerują na roślinach od zewnątrz (ektofagi). W czerwcu i lipcu samice składają jaja do łodyg rośliny żywicielskiej. Larwy są endofagiczne, rozwijają się wewnątrz łodyg i korzeni, a przepoczwarczają w komorze wydrążonej w szyjce korzeniowej.
Gatunek palearktyczny. W Europie znany jest z Portugalii, Hiszpanii, Francji, Belgii, Niemiec, Szwajcarii, Austrii, Włoch, Danii, Łotwy, Polski, Czech, Słowacji, Węgier, Białorusi, Ukrainy, Mołdawii, Rumunii, Bułgarii, Słowenii, Chorwacji, Bośni i Hercegowiny oraz europejskiej części Rosji. W Azji stwierdzono go w Turcji, Gruzji, Armenii, Syberii, Kazachstanie, Kirgistanie i Iranie.
W Polsce jest owadem rzadkim, znanym z nielicznych stanowisk na nizinach i pogórzach. Na „Czerwonej liście chrząszczy województwa śląskiego” umieszczony jest jako gatunek przypuszczalnie regionalnie wymarły (RE?). Z kolei na „Czerwonej liście gatunków zagrożonych Republiki Czeskiej” umieszczony został ze statusem krytycznie zagrożonego wymarciem (CR).